# Барча Маре (Хунедоара)
Барча Маре (рум. Bârcea Mare) насеље је у Румунији у округу Хунедоара у општини Симерија. Oпштина се налази на надморској висини од 204 m.

## Становништво
Према подацима из 2011. године у насељу је живело 422 становника.